# Aart Veldman
Aart Veldman ('t Loo, 28 mei 1940 – Wezep, 21 juli 2019) was een Nederlands fotograaf en schrijver. Samen met Evert van ‘t IJssel maakte hij onder andere een documentaire over etherpiraten. Daarnaast schreef Veldman een aantal boeken waaronder boeken over etherpiraterij, de MKZ-crisis en een aantal romans.